# Época vikinga

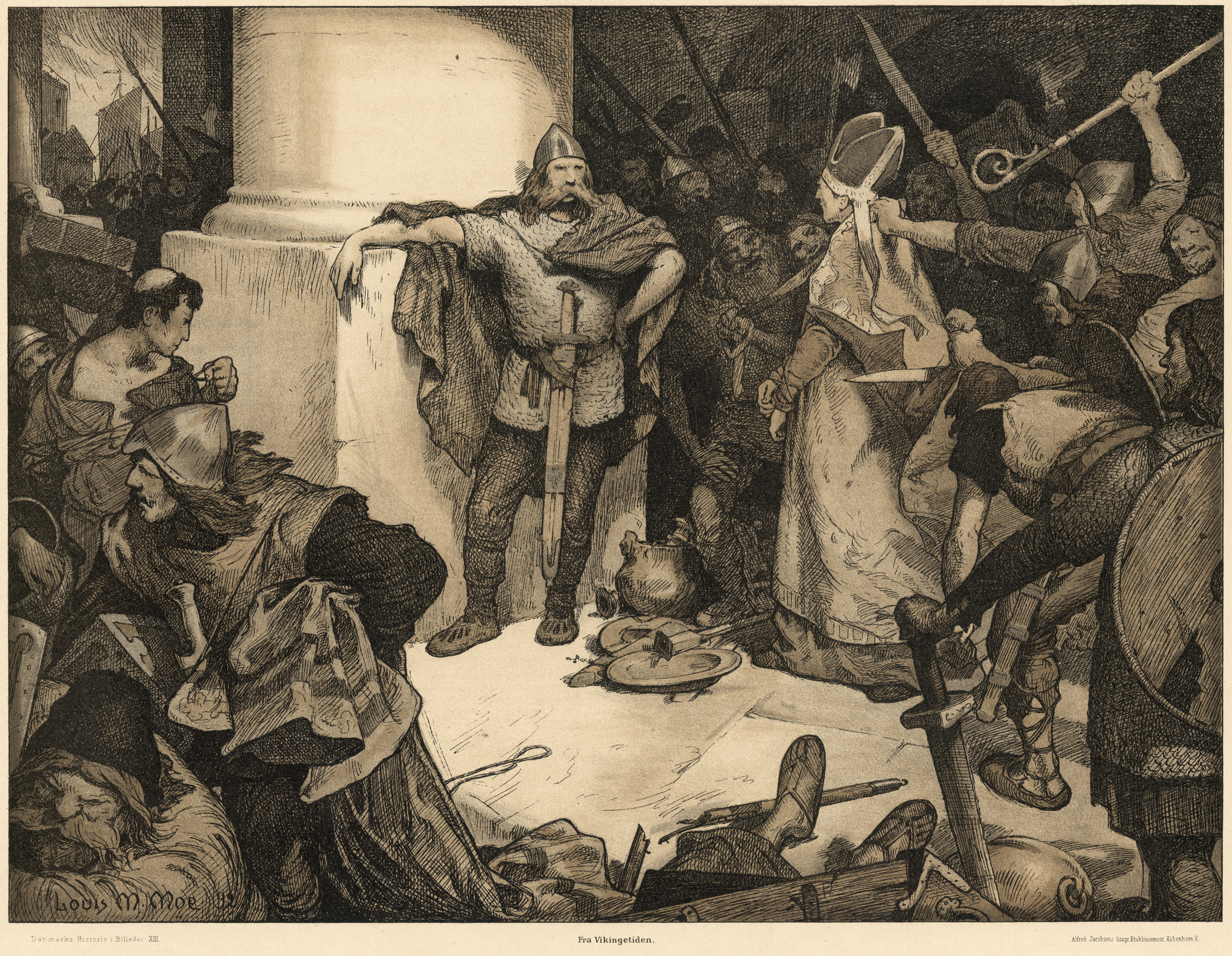
Escena de la época vikinga. Litografía en color sobre papel, pegada sobre cartón.

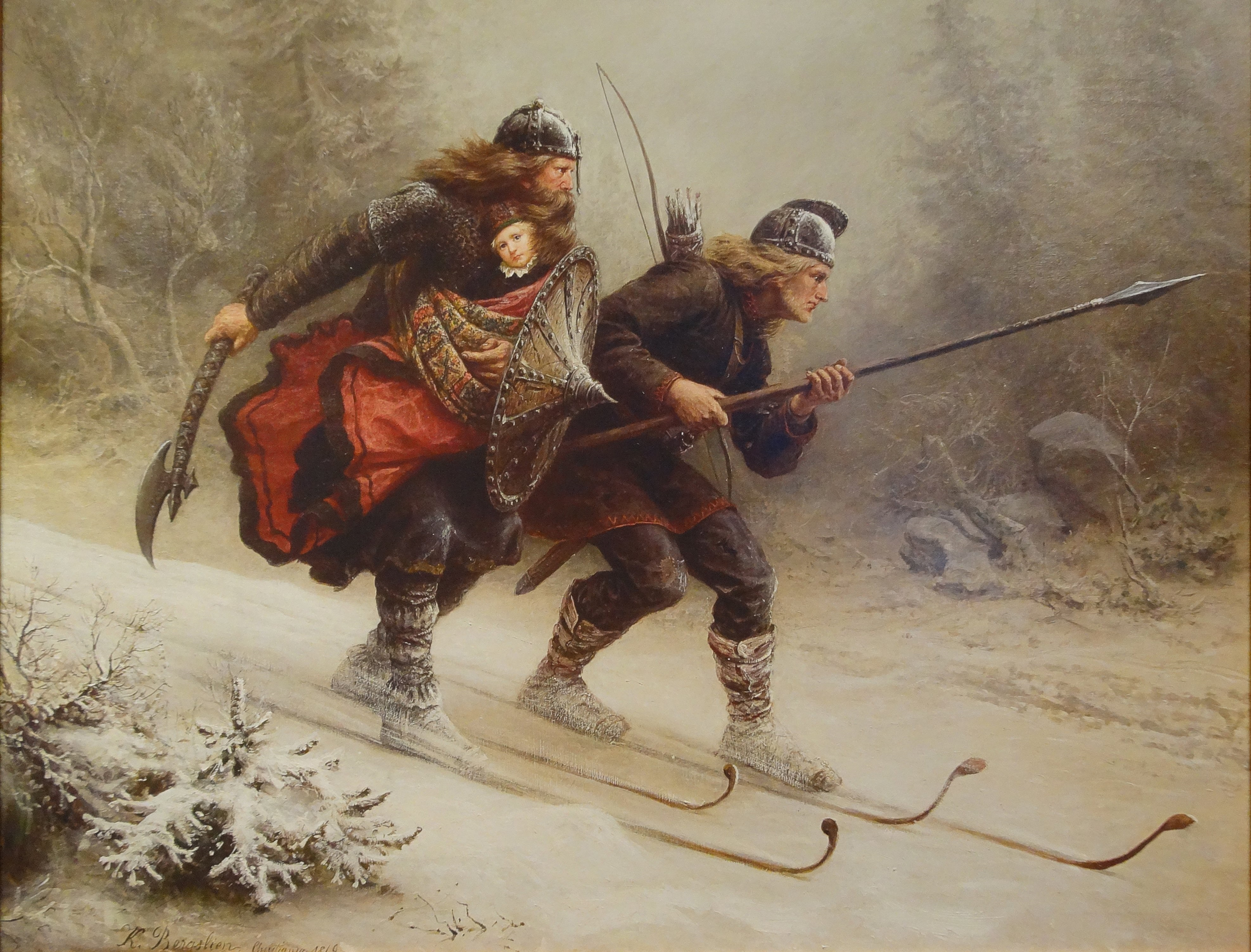
Según la leyenda, los dos mejores esquiadores Birkebeiner, Torstein Skjevla y Skjervald Skrukka, llevaron a Håkon Håkonsson (el hijo del rey) a un lugar seguro con el rey Inge II en Navidad.

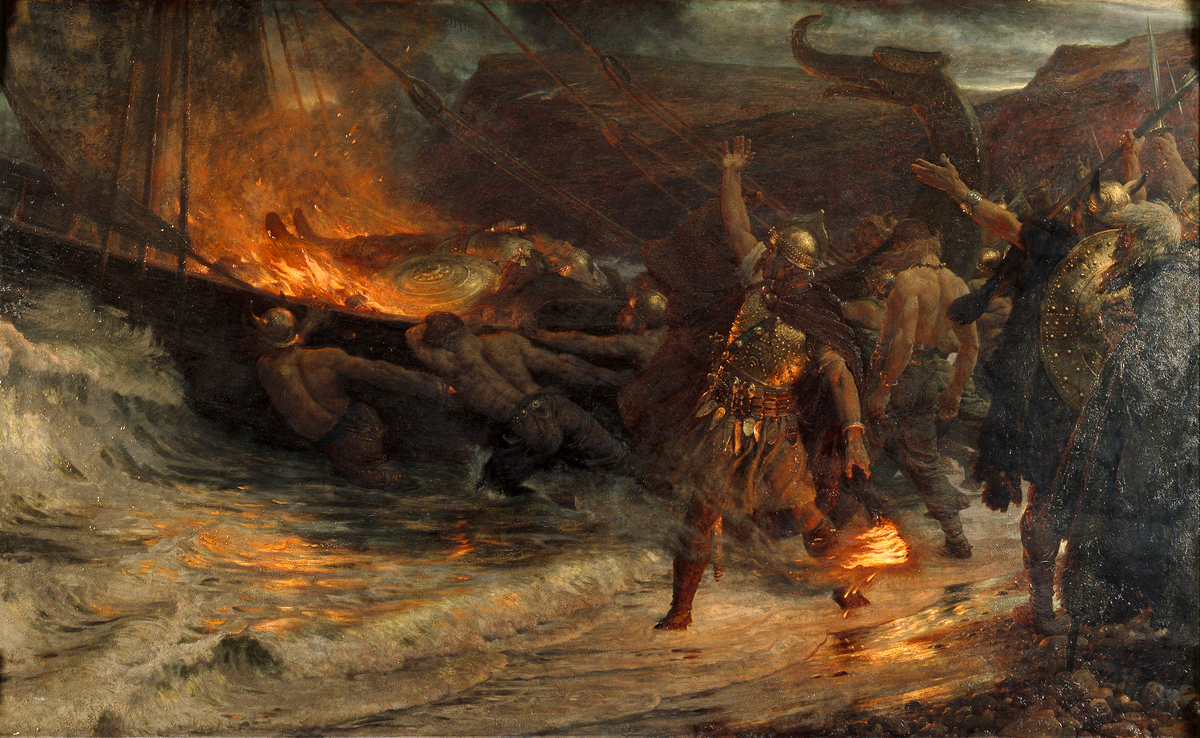
1893, representación oscura y dramática del funeral de un vikingo, su cuerpo siendo arrojado al mar en una pira ardiendo. De pie en la orilla, a la derecha de la composición, hay una multitud de hombres y soldados vikingos con armas en alto mientras el barco en llamas que transporta el cuerpo es empujado hacia afuera.

La época vikinga es el nombre dado al periodo histórico en Escandinavia y su área de influencia en Europa, tras la edad de hierro germánica, entre los años 793 y 1100, durante el cual los vikingos —guerreros y comerciantes escandinavos— atacaron y exploraron la mayor parte de Europa, del suroeste de Asia, de África y de Norteamérica nororiental.
Los vikingos fueron marineros competentes, capaces de viajar largas distancias, además de expertos en la guerra tanto en tierra firme como en el mar, capaces de atacar objetivos pobremente defendidos, con relativa impunidad. La eficacia de estos ataques, llamados strandhögg, literalmente «ataques de playa», dio a los vikingos una fama de saqueadores y piratas, y los cronistas mostraron menos interés en otros aspectos de su cultura. Esto se acentuó por la ausencia de fuentes de documentación dentro de las propias comunidades vikingas. Actualmente y, de acuerdo con el catedrático de Lengua Árabe en la Universidad de Cambridge, James Montgomery, la mayor fuente de datos contemporáneos escritos sobre los vikingos está en árabe.
La imagen tradicional del vikingo llevando a cabo feroces ataques rápidos y a pequeña escala contrasta con las investigaciones realizadas en el siglo XXI que señalan que, al menos con ocasión de invadir Gran Bretaña en el siglo IX, establecieron un campamento con una extensión de al menos 55 hectáreas, en Torksey, Lincolnshire, en el noreste de Inglaterra, en 872-873. Aunque se desconoce el número de habitantes del campamento, se han encontrado en las excavaciones los restos humanos de hombres, mujeres y niños. Asimismo, en 873-874 se estableció otro campamento de cierto tamaño, identificado por una tumba de unos 250 individuos, en Repton, Yorkshire, hasta hace poco el único lugar de Inglaterra donde se había localizado restos de asentamientos de cierta extensión. Estos dos campamentos corresponden con las crónicas contemporáneas que hacían mención del llamado «Gran ejército pagano» que arrasó a la isla de Gran Bretaña en 866, pero del cual no existían datos constatables más allá de las crónicas históricas.

## Consideraciones históricas y culturales

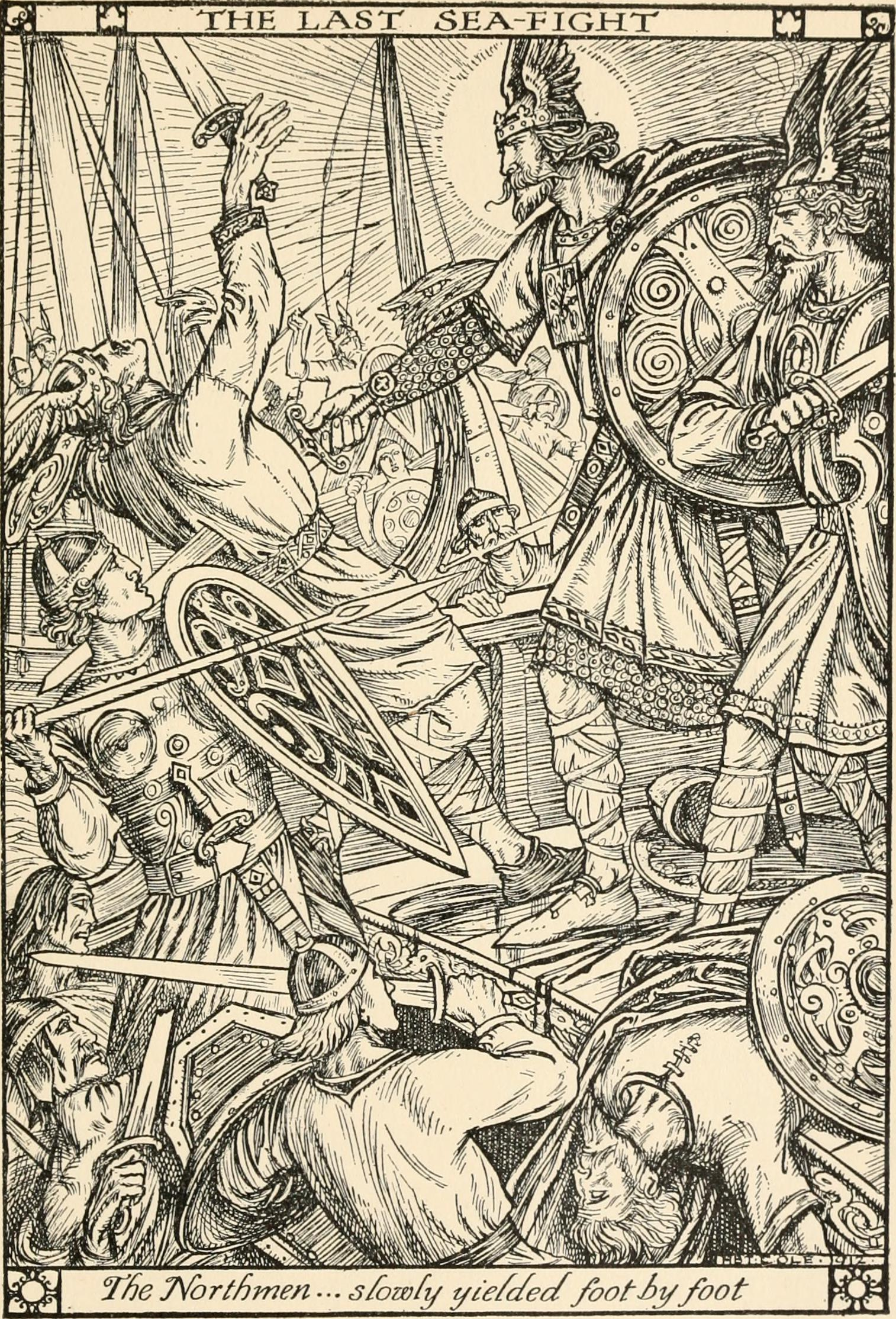
Un libro infantil sobre guerreros (1907)

En Inglaterra, la Edad Vikinga comienza el 8 de junio de 793, con el saqueo de la abadía de Lindisfarne, conocida en el continente. Los monjes fueron asesinados, arrojados al mar o llevados como esclavos como parte del botín. Tres barcos vikingos habían arribado a la bahía de Portland tres años antes, pero lo más probable es que se tratase de una expedición comercial. Lindisfarne fue distinto. La devastación de Northumbria conmocionó y alertó a las cortes reales de Europa. Este suceso formó una imagen de los vikingos que se ha mantenido durante los siguientes doce siglos. No fue hasta la década de los noventa del siglo XIX que los historiadores de fuera de Escandinavia empezaron a reconsiderar su concepción de los vikingos, reconociendo sus habilidades en el arte, la tecnología y como marineros.
Hasta el reinado de la reina Victoria, los vikingos eran representados como gente violenta y sedienta de sangre. Las crónicas de la Inglaterra medieval siempre los habían retratado como «rapaces lobos entre ovejas». Durante el siglo XIX la percepción popular cambió. Esto supuso la rehabilitación cultural de los vikingos en Gran Bretaña.
Los primeros cambios de muchas imágenes antivikingas comenzaron en el siglo XVII. Ediciones de eruditos sobre la Era Vikinga llegaban a algunos lectores en Gran Bretaña. Los arqueólogos comenzaron a excavar en busca del pasado vikingo en Inglaterra. Los lingüistas investigaron para buscar expresiones y proverbios rurales de origen vikingo. Los diccionarios de lengua nórdica antigua, permitieron a los victorianos conocer las primeras sagas islandesas.
En Escandinavia, Thomas Bartholin y Ole Worm, eruditos daneses del siglo XVII, y Olof Rudbeck en Suecia, fueron los primeros en establecer las normas para el uso de inscripciones rúnicas y sagas islandesas como fuentes. En la segunda mitad del siglo XVIII las sagas islandesas eran usadas todavía como una fuente histórica importante, pero la era vikinga era recordada como un periodo bárbaro e incivilizado en la historia de los países nórdicos. Hasta hace poco, la historia de la era vikinga estaba basada en gran parte en las sagas islandesas, la historia de los daneses (Chronica Danorum escrita por Saxo Grammaticus), la crónica de Néstor y crónica Cogad Gáedel re Gallaib (la guerra de los irlandeses contra los extranjeros). Todavía unos pocos estudiosos consideran fiables estas fuentes, aunque los historiadores de hoy en día confían más en la arqueología y la numismática, disciplinas que han hecho valiosas contribuciones para entender este periodo.

## Fondo histórico

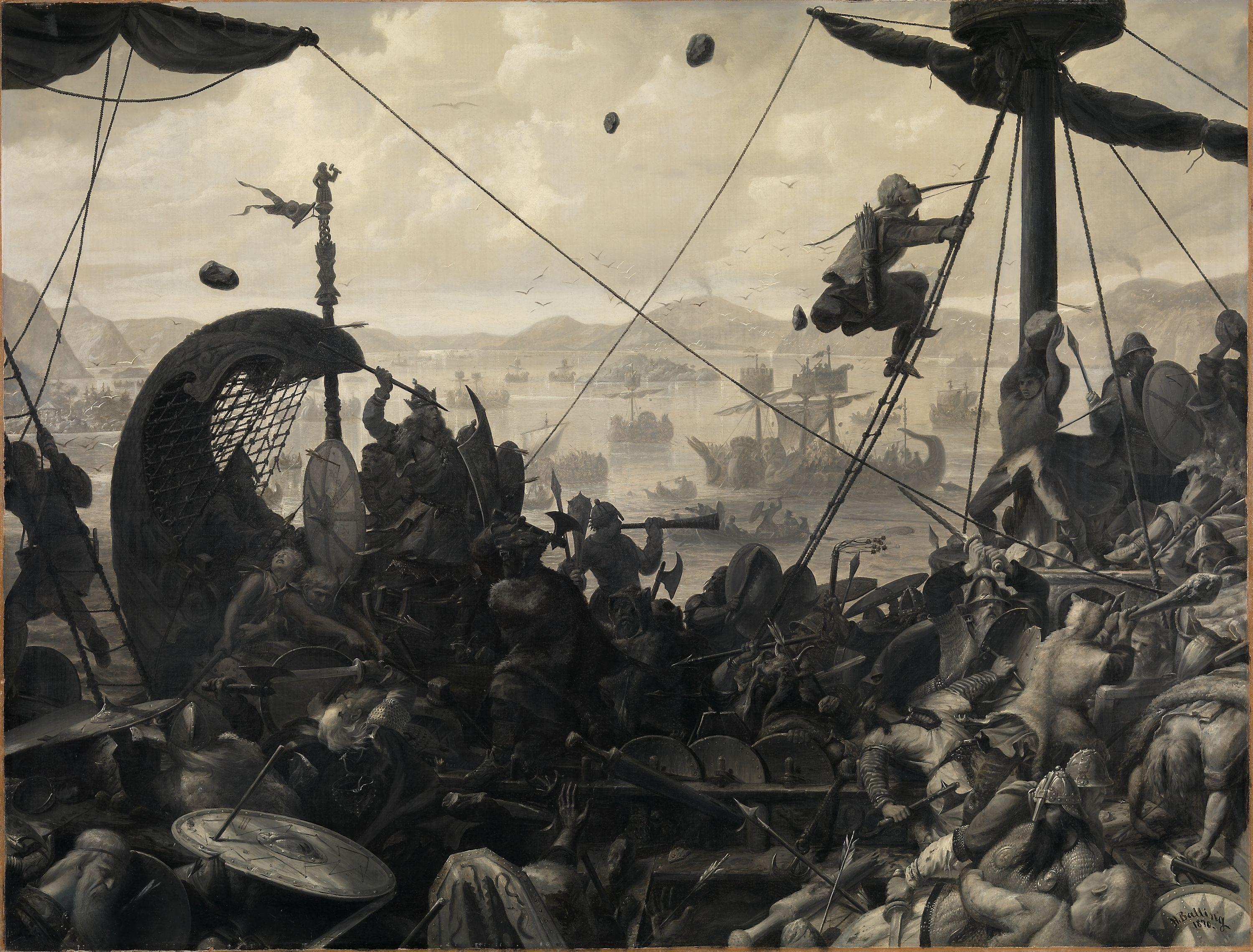
Ole Peter Hansen Balling - Harold el Rubio en la batalla de Hafrsfjord

Los vikingos que viajaron al este y al oeste de Europa fueron esencialmente daneses, noruegos y suecos. También se establecieron en Islandia, Groenlandia y (brevemente) América del Norte.
Hay un consenso[¿quién?] en la historiografía sobre el hecho de que Dinamarca fue poblada por pueblos germánicos, procedentes de lo que hoy es Suecia, en los siglos V y VI. Su lengua fue la matriz de las actuales lenguas escandinavas. En el año 800, una fuerte autoridad central parece haber sido establecida en Jutlandia, y los daneses comenzaron a emigrar de su país para establecerse, comerciar o saquear.
Noruega había sido habitada durante siglos por pueblos germánicos procedentes de Dinamarca y Suecia, que formaron comunidades de agricultores y pescadores establecidas alrededor de la costa y lagos. Los territorios montañosos y los fiordos formaron fronteras naturales y las comunidades permanecieron independientes unas de otras, al contrario que en Dinamarca. Para el año 800 existían en Noruega treinta pequeños reinos sin importancia.
El mar era la vía de comunicación entre los reinos noruegos y el mundo exterior. Fue en el siglo VIII cuando se empezaron a construir barcos de guerra y se procedió a enviarlos en expediciones de saqueo, iniciando así la Era Vikinga, pero las gentes del norte no eran solo saqueadores sino también colonizadores, comerciantes y exploradores.
Antes del año 1000, existen pocos datos concernientes a los suecos, aunque se sabe que existían dos tribus en tiempos de los romanos: los suiones al norte y los gautas al sur.[cita requerida]

## Visión histórica general

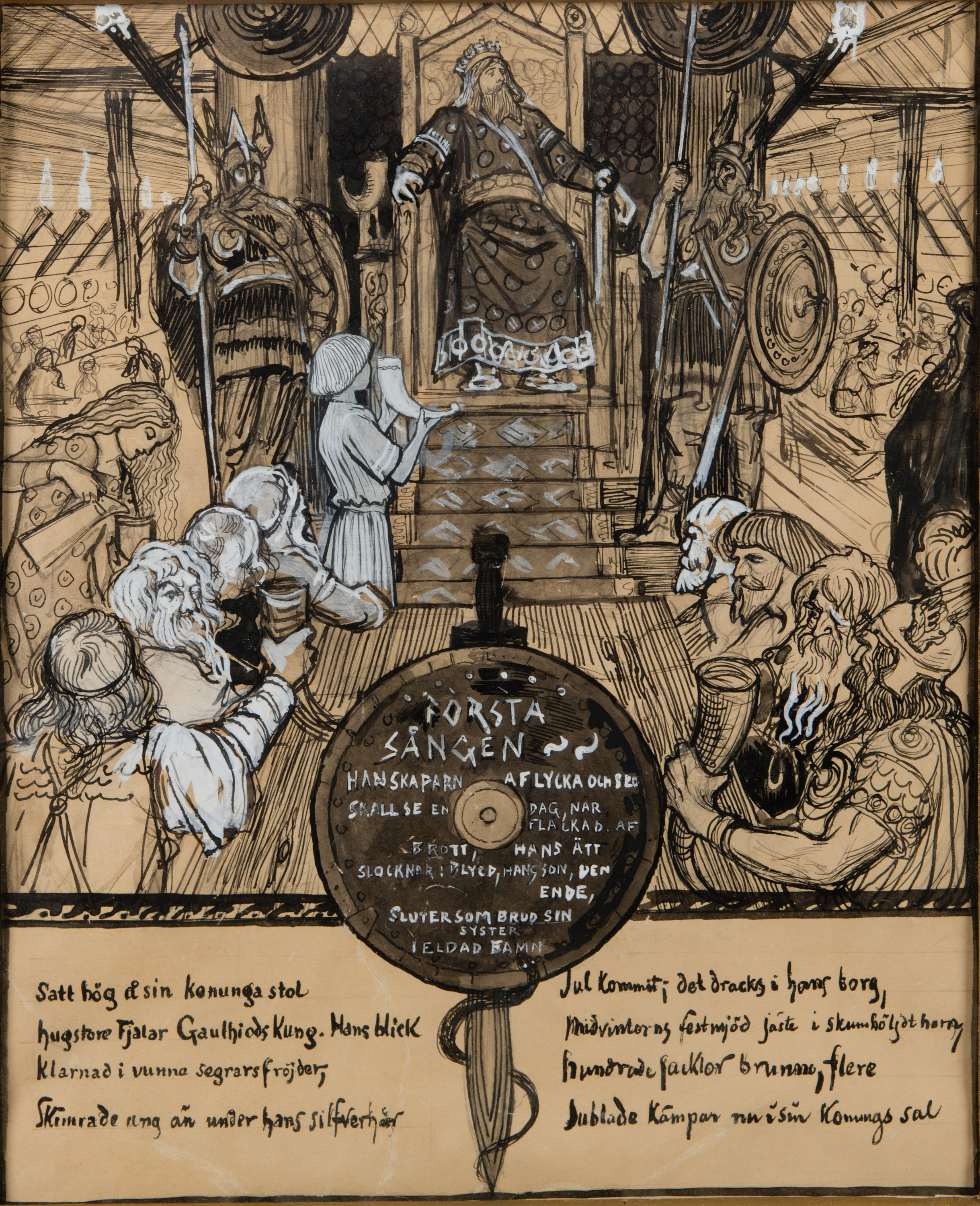
Ilustración del primer canto de la saga Frithiof de Esaias Tegner, de Albert Edelfelt.

La mención más temprana de una incursión vikinga fuera de Escandinavia está fechada en el año 789, cuando, de acuerdo con la Crónica anglosajona, un grupo procedente de Noruega llegó a Portland, en Dorset. Allí, fueron tomados erróneamente por mercaderes por un funcionario real, al cual mataron cuando intentaba convencerlos de que lo acompañaran a la casa del rey para pagar unos impuestos sobre sus productos.
Poco después, en el año 793, se da inicio de la era vikinga en las islas británicas con el saqueo del monasterio de Lindisfarne, en la isla de Lindisfarne, en el noreste de Inglaterra.
En 794, de acuerdo con los Anales de Ulster, hubo un ataque a la abadía de Iona, en las islas Hébridas, al cual le siguieron en el año 795 incursiones en la costa norte de Irlanda. Desde sus bases fueron capaces de atacar Iona otra vez en el año 802.
El final de la Edad Vikinga es tradicionalmente señalado en Inglaterra por el intento de invasión frustrado de Harald Hardraade, quien fue derrotado por el rey sajón Haroldo II de Inglaterra en 1066 en la batalla del puente Stamford. Haroldo fue derrotado poco después por otro descendiente vikingo Guillermo, duque de Normandía (Normandía había sido adquirida por los vikingos en el año 911); en Irlanda, la captura de Dublín por Ricardo de Clare y sus tropas hiberno-normandas en 1171; y en 1263 en Escocia por la derrota del rey Haakon IV de Noruega, en la batalla de Largs, por las tropas del rey Alejandro III de Escocia. Escocia tomó su forma geográfica actual cuando recuperó territorio de los normandos entre los siglos XIII y XV.
La definición tradicional no es la más aceptada entre la mayoría de los historiadores escandinavos y arqueólogos.[cita requerida] En cambio, se cree que la Edad Vikinga habría terminado con el establecimiento de la autoridad real en los países escandinavos y con la proclamación del cristianismo como religión oficial.[cita requerida] La fecha, normalmente es puesta en los primeros años del siglo XI en todos los países escandinavos, pero en Dinamarca se discute que pudo ser antes y en Suecia más tarde.[cita requerida]
El final de la Edad Vikinga en Noruega lo marcaría Magnus III de Noruega. Este monarca realizó dos invasiones a las islas británicas.
Los barcos vikingos eran ideales para navegar tanto en aguas profundas o superficiales, y así llevar a guerreros, comerciantes y colonos a lo largo del litoral y los principales valles del noroeste de Europa. Los rurik también se extendieron al este y en el año 859 fundaron la ciudad de Nóvgorod (que significa "nueva ciudad") en el valle del río Volkhov. La dinastía Rurik, se movió más lejos fundando el primer estado eslavo oriental, Rus de Kiev, con la capital en Kiev, el cual perduró hasta la invasión mongola de 1240. Otro pueblo vikingo, procedentes de lo que ahora es Noruega y Suecia, continuaron por los ríos eslavos hasta el mar Negro y desde allí a Constantinopla. Cada vez que estos barcos vikingos encallaban en aguas poco profundas, los llevaban tierra adentro hasta aguas más profundas.
El reino de los francos bajo Carlomagno fue particularmente atacado por los vikingos, los cuales navegaron el Sena. Cerca del final del reino de Carlomagno (y también durante los reinados de sus hijos y nietos), hubo una serie de ataques que poco a poco dieron lugar al establecimiento de escandinavos en la región conocida actualmente como Normandía.
En 911, el rey Carlos el Simple llegó a un acuerdo con el líder vikingo Hrolf Ganger a quien dio a él y sus descendientes el título de duque y las tierras de Normandía. Hrolf mostró fidelidad a Carlos, se convirtió al cristianismo y defendió la región norte de Francia contra las incursiones de otros grupos vikingos. El resultado fue que, varias generaciones después, los normandos descendientes de aquellos colonos vikingos, no solo se identificaban como francos, sino que llevaron la lengua francesa y su variante de la cultura francesa a Inglaterra en 1066, después de la Invasión Normanda de Inglaterra, y llegaron a ser la aristocracia gobernante en la Inglaterra anglosajona.

## Geografía

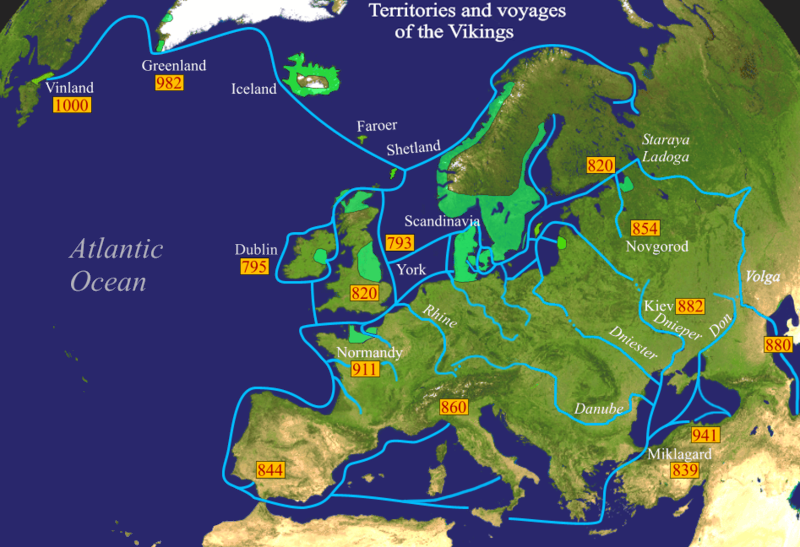
Expediciones vikingas (línea azul); Asentamientos vikingos (área verde).

Hay varias teorías respecto a las causas de las invasiones vikingas. Para la gente que vivía a lo largo de la costa parecería natural buscar tierras navegando. Otra razón es que este periodo, Inglaterra, Gales e Irlanda, los cuales estaban divididos en reinos que se enfrentaban entre sí, eran débiles para oponerse, por lo que serían una presa fácil. Los francos, sin embargo, se habían defendido bien de sus ataques fortificando los puertos. Las ganas de aventuras también habrían podido ser otro factor. Una razón para las incursiones se cree que fue la superpoblación causada por los avances tecnológicos, como el uso del hierro. Aunque otra causa pudo haber sido la expansión de los francos por el sur de los territorios escandinavos y los consiguientes ataques a los pueblos vikingos. Otro posible factor que pudo contribuir, es que Harald Fairhair había unido a los pueblos de Noruega en aquel entonces y los guerreros contrarios a él que fueron desplazados no tendrían a donde ir, por lo que estos vikingos serían guerreros en busca de subsistencia y bases desde las que poder atacar a Harald. Una teoría que ha sido sugerida, es que los vikingos habrían establecido cultivos después del invierno y se irían a realizar sus incursiones, entonces volvían después a casa con su botín, para la cosecha. 
Un importante centro de comercio fue Hedeby, junto a la frontera con los francos, fue un importante cruce de caminos hasta su destrucción por los noruegos en una disputa interna, hacia el año 1050. York fue el centro del reino de Jórvík desde el año 866, y los hallazgos hechos allí, muestran que en el siglo X sus intercambios comerciales llegaban incluso más allá del Imperio bizantino, aunque bien pudieron ser importaciones, y no hay razón para suponer que los varegos viajaron realmente más allá del Imperio bizantino y el mar Caspio.

## Noroeste de Europa

### Inglaterra

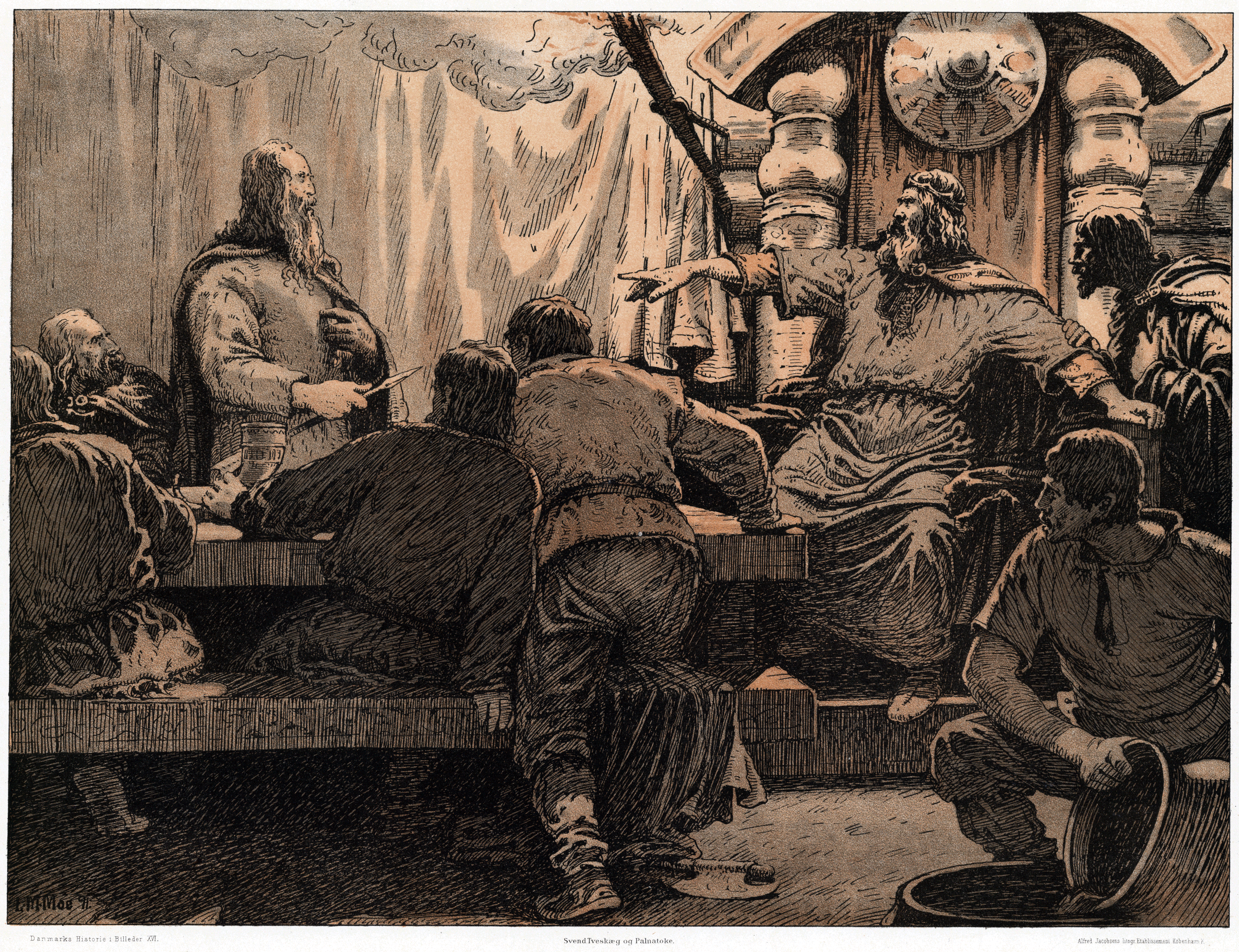
Sweyn Forkbeard y su mentor Palnatoke. 1898

De acuerdo con la Crónica anglosajona, los vikingos siguieron una serie de pequeños ataques en Inglaterra. Los vikingos atacaron Lindisfarne (793), un monasterio cristiano que conservaba las reliquias de san Cuthbert. Los atacantes mataron a los monjes y capturaron cuanto había allí de valor. Este ataque fue considerado como el inicio de la Edad Vikinga. Hubo una gran violencia durante la última década del siglo VIII, en las costas norte y oeste de Inglaterra. Mientras los grupos de ataque eran pequeños, se creía que un ataque vikingo más grande sería complicado. Durante el invierno entre 840 y 841, los noruegos atacaron en invierno en vez de hacerlo en verano. Esperaban en una isla frente a Irlanda. En 865, un gran ejército de vikingos daneses, supuestamente liderados por Ivar, Halfdan y Guthrum, llegaron a la Anglia Oriental. Procedieron a adentrarse en Northumbria y capturar York, donde algunos de ellos se establecieron como granjeros. Muchos de los reinos ingleses, estando peleándose entre ellos, no pudieron plantar cara a los invasores, pero Alfredo el Grande logró mantener a los vikingos fuera de su reino. Alfredo y sus sucesores siguieron alejando a los vikingos de sus tierras y tomaron York. Una nueva oleada vikingos noruegos llegó a Inglaterra en el año 947, cuando Erico Hachasangrienta capturó de nuevo York. La presencia vikinga continuó durante el rey danés Canuto el Grande.
Los vikingos no siempre lograron ganar fácilmente en sus incursiones. En una ocasión, en Inglaterra, una pequeña flota atacó un rico monasterio en Jarrow. Los vikingos se encontraron con una fuerte resistencia que los esperaba: acabaron con sus líderes, los incursores escaparon, solo tenían sus barcos embarrancados en Tynemouth y la tripulación había sido asesinada por la población local.[cita requerida] Este fue uno de los últimos ataques en Inglaterra durante 40 años y motivaron a los vikingos a centrar sus ataques en Escocia e Irlanda.

### Escocia
Los vikingos habrían comenzado sus incursiones en lo que hoy es (Escocia) hacia el inicio del siglo VIII. Las menciones más tempranas conocidas de ataques mencionan la isla de Iona en el 794, el año siguiente al ataque a Lindisfarne.
En el 839, una gran flota entró por los ríos Tay y Earn que alcanzó al reino picto de Fortriu. Derrotaron a Eóganan mac Óengusa, rey de los pictos, a su hermano Bran y al rey de los escotos de Dalriada, Áed mac Boanta, junto con muchos miembros de la aristocracia picta.
En la mitad del siglo IX, los vikingos se habían asentado en las islas Shetland, Orkney, Hébridas, Man y partes de Escocia.

### Irlanda
Los vikingos saquearon monasterios en la costa occidental de Irlanda en el 795 y entonces se dispersaron por el resto de la costa. El norte y este de la isla estuvo más afectado. Durante los primeros 40 años, los ataques fueron llevados a cabo por grupos pequeños y móviles. En el 830, los grupos consistían en grandes flotas de barcos. Desde entonces, comenzaron a establecerse bases permanentes en la costa. Dublín fue el asentamiento más importante durante mucho tiempo. Los irlandeses comenzaron a acostumbrarse a la presencia vikinga y ocasionalmente llegaron a ser aliados y establecer vínculos con matrimonios.
En el 832, una flota de 120 barcos vikingos atacó las costas norte y este de Irlanda. Algunos [¿quién?] creen que este aumento del número de invasores coincidió con el deseo de los líderes escandinavos de controlar las rentables incursiones en las costas occidentales irlandesas. Durante la mitad de la década del 830, las incursiones empezaron a presionar más en el interior de Irlanda; después del 840, los vikingos tenían varias bases situadas en puntos estratégicos situados por la isla.
En el 838, una pequeña flota vikinga subió por el río Liffey, al este de Irlanda. Los vikingos establecieron bases navales que los irlandeses llamaron longphort, una de ellas llegó a ser Dublín. Los longphorts de Cork, Limerick, Waterford y Wexford, sirvieron para navegar por los principales ríos y sus afluentes en diferentes áreas del país.

#### Batalla de Clontarf
Una de las principales batallas donde lucharon los vikingos fue la batalla de Clontarf en 1014, donde los vikingos lucharon en los dos bandos, en el ejército de Brian Boru, Gran Rey de Irlanda y en el ejército que se le enfrentaba, una alianza entre vikingos de Dublín y el reino de Leinster.

### Gales
Gales no fue tan colonizada como lo fue la parte este de Inglaterra. Sin embargo, los vikingos se asentaron en Haverfordwest y en la península de Gower entre otros lugares. Algunos de los nombres que dieron a estos lugares fueron Skokholm, Skomer, y Swansea, permaneciendo hasta hoy como prueba de estos asentamientos vikingos.

### Islandia
Los noruegos viajaron hacia el noroeste y oeste fundando asentamientos en las islas Feroe, Shetland, Orcadas, Islandia, Irlanda e Inglaterra. Aparte de Gran Bretaña e Irlanda, los vikingos fundaban asentamientos en tierras deshabitadas. De acuerdo con la saga de Erik el Rojo, cuando Erik se tuvo que exiliar de Islandia, marchó al oeste y fundó un asentamiento al que llamó «Greenland» (tierra verde —Groenlandia—), al que llevó colonos.

### Groenlandia
Los asentamientos vikingos fueron establecidos en fiordos resguardados de las costas sur y oeste de Groenlandia. Se asentaron en tres áreas separadas a lo largo de aproximadamente 650 kilómetros en la costa occidental:
- Asentamiento Occidental
- Asentamiento Medio
- Asentamiento Oriental

## Europa occidental

### Francia
La región francesa de Normandía toma su nombre de los invasores vikingos que fueron llamados "Hombres del Norte" (Nor significaba 'Norte'; Mand, 'hombre'; y la terminación -ia era usualmente usada para designar a la 'tierra' o 'región').
La primera incursión vikinga empieza entre los años 790 y 800, en la costa oeste de Francia, atacando en verano y pasando el invierno en Escandinavia. Varias áreas costeras se perdieron durante el reinado de Luis el Piadoso. Las incursiones causaron severos daños en las ciudades de Ruan y Jumièges. Los atacantes buscaban hacerse con los tesoros guardados en los monasterios, los cuales eran una presa fácil por la incapacidad de los monjes para defenderse. Una expedición remontó el río Sena hasta llegar a París. Después del año 851, empezaron a establecerse en el valle bajo del Sena para pasar allí el invierno. Dos veces más en la década del 860 llegaron a París dejándola cuando conseguían suficiente botín del saqueo o recibían sobornos por parte de los reyes de la dinastía carolingia.
Los reyes carolingios adoptaron políticas contradictorias que causaron severas consecuencias. En el año 867 Carlos el Calvo firmó el tratado de Compiègne, mediante el cual cedía la península del Cotentin al rey bretón Salomón, con la condición de que jurase lealtad y luchase como aliado contra los vikingos. Sin embargo, en 911, el líder vikingo Hrolf Ganger forzó al rey Carlos el Simple a firmar el tratado de Saint-Clair-sur-Epte, bajo el cual le cedía Ruany la zona de la Alta Normandía, siendo el embrión del futuro ducado de Normandía. A cambio, le dio la palabra al rey de Francia de que sería su vasallo en 940, así como ser bautizado y defender los estuarios del Sena de los ataques vikingos.
Aunque muchos edificios eran saqueados, quemados o destruidos por los ataques vikingos, ninguna ciudad fue completamente destruida. Por otro lado, muchos monasterios fueron saqueados y todas las abadías fueron destruidas. Sin embargo, las acciones de Hrolf Ganger y sus sucesores tuvieron el efecto de ocasionar una rápida recuperación.
La colonización escandinava se llevó a cabo por daneses, aunque hubo noruegos también y unos pocos suecos. La fusión de los escandinavos con la población nativa contribuyó a crear uno de los estados feudales más poderosos de Europa Occidental. La habilidad naval de los normandos les permitió conquistar Inglaterra, el sur de Italia y jugar un importante papel en las cruzadas.

## Sur y este de Europa
Los varegos migraron hacia el sur y el este a través de lo que hoy son Rusia y Ucrania, principalmente en los siglos IX y X. Ya fuera como comerciantes, piratas o mercenarios, recorrieron los ríos de Gardariki, llegando al mar Caspio y Constantinopla.

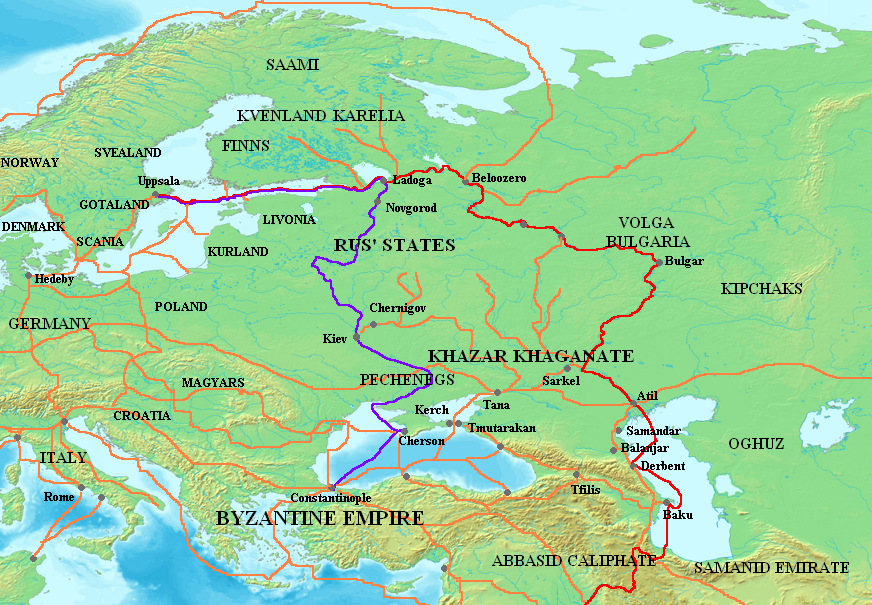
Principales rutas de comercio: Ruta del Volga (rojo) y la ruta de los varegos a los griegos (en morado).

Asentándose en Stáraya Ládoga, los colonos escandinavos probablemente fueron un elemento en la génesis del pueblo Rus, y probablemente tuvieron un papel importante en la formación del Jaganato de Rus. Los varegos están mencionados por vez primera en la Crónica de Néstor como receptores de tributo de las tribus eslavas y finesas en 859. Era la época de la expansión de los vikingos por el norte de Europa; Inglaterra empezó a pagar el Danegeld en 859, y los curonios de Grobin hicieron frente a la invasión de los suecos en el mismo año.
En 862, las tribus eslavas y finesas se rebelaron contra los varegos, empujándolos hacia el mar, hacia Escandinavia, pero pronto estallaron conflictos entre ellos. El desorden provocó que pidieran a los varegos que regresaran para que los gobernasen, trayendo así la paz a la región. Liderados por Riúrik y sus hermanos Truvor y Sineo, se asentaron en Nóvgorod.
En el siglo IX, los rus pusieron en marcha la ruta comercial del Volga, que conectaba el norte de Rusia con Oriente Medio. Como la ruta del Volga decayó a finales del siglo, rápidamente ganó popularidad la ruta de los varegos a los griegos.
Los historiadores occidentales tienden a estar de acuerdo con la Crónica de Néstor en que estos escandinavos fundaron la Rus de Kiev en el 880 y dieron su nombre a la región. Muchos eruditos eslavos se oponen a esta teoría de la influencia germana en el pueblo rus y han sugerido situaciones alternativas para esta parte de la historia europea oriental.
En contraste a la gran influencia en Normandía y las islas británicas, la cultura varega no sobrevivió mucho tiempo en el este. Las clases varegas dirigentes de las ciudades estado de Nóvgorod y Kiev fueron completamente eslavizadas a finales del siglo X.

### España
En el Reino de Asturias se tiene contacto con los vikingos por primera vez hacia el año 842, cuando una flota pasa por delante de la ciudad de Gijón. Así mismo, se habla en las crónicas de enfrentamientos del rey Ramiro, en los que salió victorioso. Su sucesor Ordoño y el de este, Alfonso tuvieron que combatirles en otras ocasiones. Este último, hizo fortificar algunos puntos de la costa para mantener la vigilancia.
En al-Ándalus, los cronistas árabes recogen los ataques de los vikingos que atacaron Cádiz y remontaron el río Guadalquivir y, posteriormente, atacaron Sevilla.
También remontaron el Ebro, sin atacar grandes ciudades amuralladas, como Zaragoza, pero alcanzando Pamplona, que saquearon. Allí hicieron rehén a García Íñiguez de Pamplona, que fue liberado a costa de un gran rescate.

## Otros territorios

### Norteamérica
Sobre el año 986, llegó a Norteamérica Bjarni Herjólfsson, Leif Ericson y Thorfinn Karlsefni desde Groenlandia. Un pequeño emplazamiento fue establecido al norte de la isla de Terranova, cerca de L'Anse aux Meadows, pero los enfrentamientos con los habitantes nativos y las penosas condiciones en que se encontraron, les llevaron a decidir marcharse de allí. Ver Helluland, Markland y Vinland.

## Tecnología

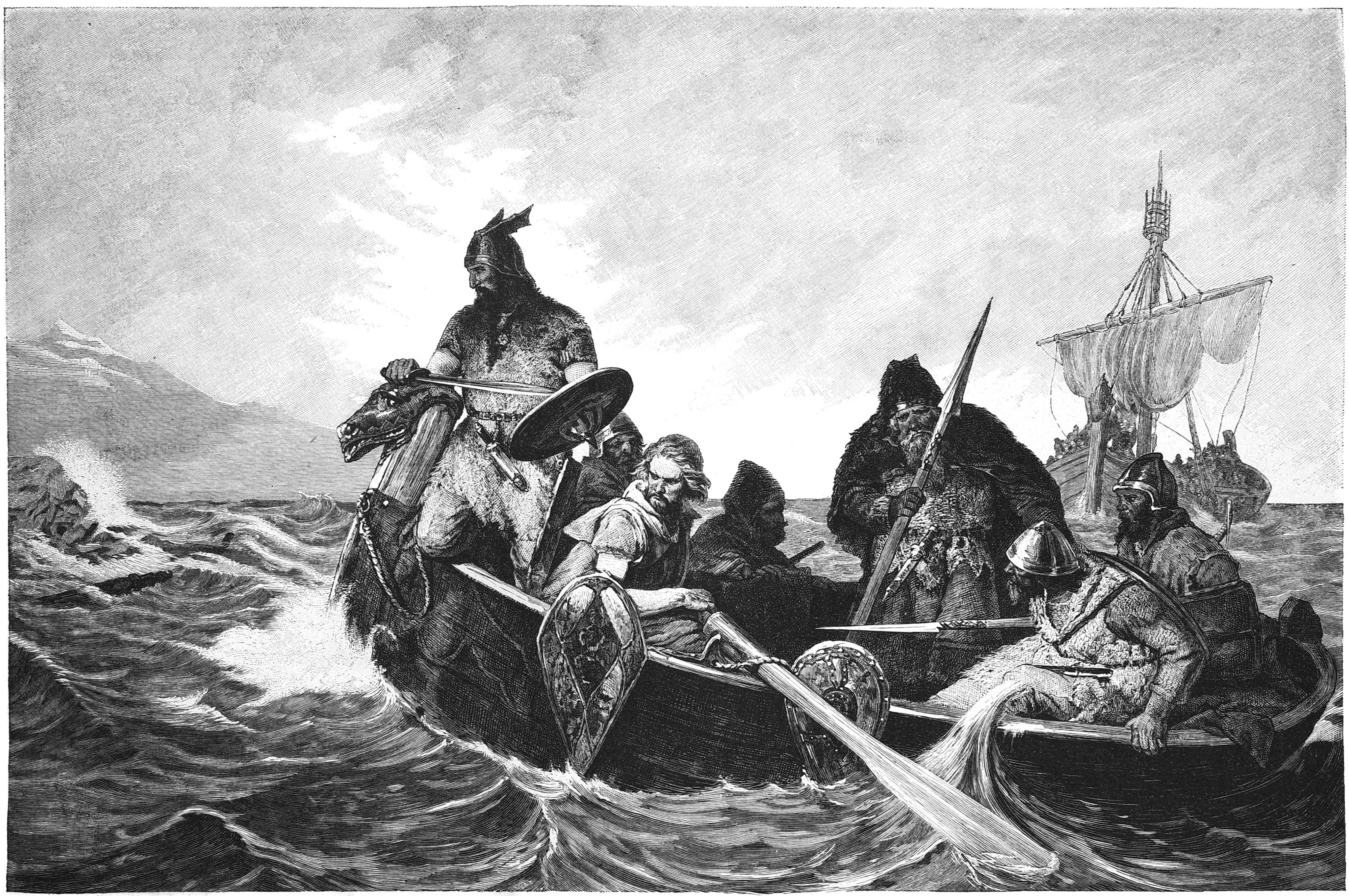
barco vikingo, retrato de (1879)

Los vikingos contaban con varios tipos de barco, todos ellos de casco trincado, con mástil abatible, ligeros y de poco calado, con un timón de espadilla que solo sobresalía un metro bajo la quilla, y que les dio a los vikingos una gran ventaja táctica respecto a su velocidad y maniobrabilidad, permitiéndoles realizar incursiones en zonas costeras, incluso para varar en la playa, subir ríos poco profundos y franquear cataratas, mediante el sencillo método de sacar el barco del agua y hacerlo rodar sobre troncos de madera. Así, sus barcos de guerra, conocidos como barcos largo, que incluían a los drakkar, eran tecnológicamente superiores a sus contemporáneos. Para los viajes comerciales contaban con otro tipo de barcos, los hafskip , que incluían el knarr, y que eran más anchos y con más calado que los barcos de guerra.
A causa de su pequeño calado, un drakkar podía navegar por aguas poco profundas, permitiendo remontar los ríos y atacar lugares alejados de la costa en el interior. La velocidad que podían alcanzar también era prodigiosa para la época, estimada en un máximo de 14 o 15 nudos. El uso de estos barcos terminó cuando cambió el modo de construirlos empleando sierras en lugar de hachas. Esto llevó a una menor calidad de los barcos. Además al incrementarse de la centralización de los países escandinavos, el viejo sistema de leidang (una forma de leva para movilización de tropas, donde cada comunidad tenía que enviar un barco y una tripulación) fue suspendido. Los astilleros del resto de Europa dejaron de usar drakkars para fines militares. En los siglos XI y XII, los barcos de guerra empezaron a ser construidos con una plataforma en popa para que los arqueros pudieran disparar.
Los logros náuticos de los vikingos fueron bastante excepcionales. Por ejemplo, hicieron mapas para los viajes en el mar tan exactos, que solo son diferentes un 2-4 % con las medidas realizadas de un satélite moderno, incluso en largas distancias como cruzar el océano Atlántico. También hicieron uso de brújulas solares bastante precisas.
Hay un hallazgo conocido como «Lentes de Visby» de la isla de Gotland en Suecia, que posiblemente fueran componentes de un telescopio, más antiguo que el telescopio inventado en el siglo XVII.

## Religión y arqueología

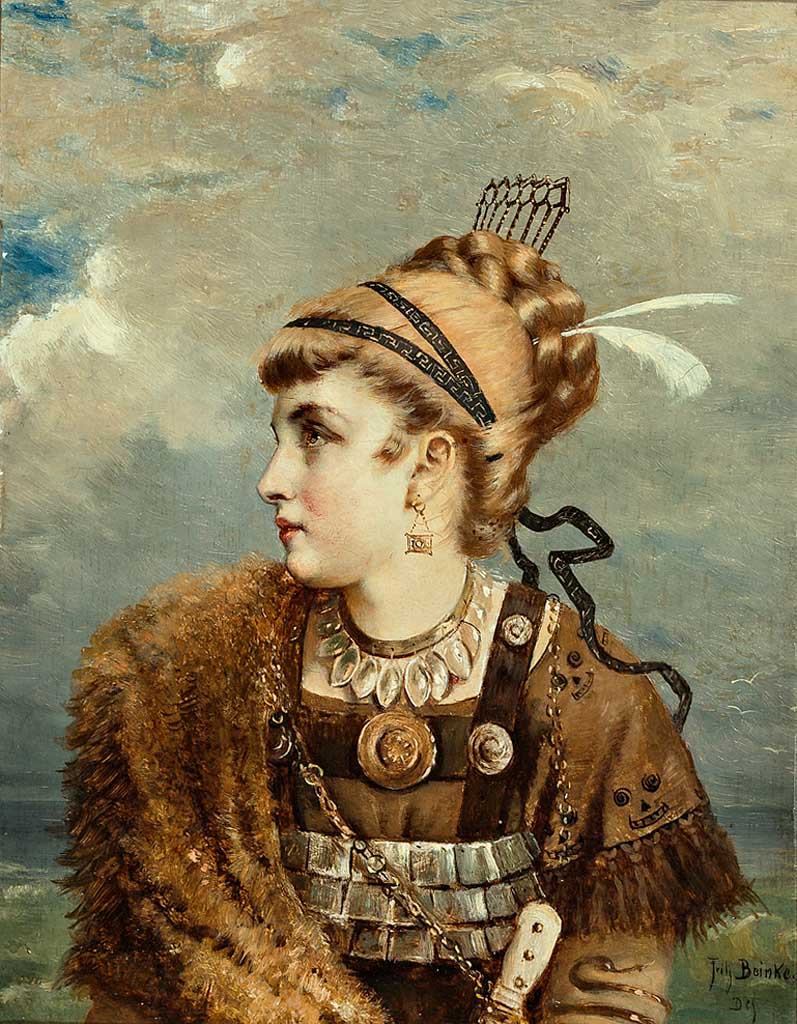
Princesa vikinga con joyas de oro y plata y capa de piel. Óleo/madera. 1907

Al principio de la época vikinga, los vikingos estaban dentro de la religión nórdica y sus creencias. Creían en dioses y diosas, además del Valhalla, un paraíso para los guerreros. Las clases más bajas de la sociedad irían a parar a un lugar llamado "hel", similar a la vida en la tierra. De acuerdo con las creencias vikingas, los jefes complacerían a sus dioses guerreros demostrándoles a estos su bravura. Ellos también llevaban a cabo enterramientos en tierra en los que se incluía un barco, armas, herramientas, comida, ropas, y esclavos (llamados thralls la mayoría mujeres) que serían enterrados con ellos, para ayudarles en su nueva vida en el Valhalla, en las aventuras en la otra vida. Luego se compondrían sagas relatando sus aventuras, manteniendo su memoria viva. Freyr y su hermana Freya eran dioses de la fertilidad, la abundancia y la prosperidad, responsables de asegurar que las personas tuvieran hijos y los campos dieran abundantes cosechas. Algunos granjeros, incluso llamaban a sus campos Freya, para asegurarse de que las cosechas fueran buenas. Hacia el final de la época vikinga, más y más gentes se habían convertido al cristianismo, y a veces (o principalmente) a la fuerza. La introducción del cristianismo no puso fin inmediatamente a los viajes vikingos, pero sí fue un factor que contribuyó a que la época vikinga llegase a su fin.

## Esclavismo
El secuestro de poblaciones saqueadas fue tan intenso que la composición genética de Escandinavia se vio alterada por el ingreso de esclavos, especialmente entre 750 y 1100. La huella genética proviene principalmente de esclavas extranjeras, quienes tuvieron descendencia, y no de esclavos varones. No obstante, la población de ascendencia esclava y extranjera no prosperó por los motivos que fuere, encontrándose en el siglo XXI muy mermado el rastro de su descendencia.

## Asentamientos fuera de Escandinavia
Islas británicas
- Jórvik
- Danelaw
- Irlanda
- Islas Shetland
- Orcadas
- Hébridas
- Isla de Man

Europa Oriental
- Bjarmland
- Garðaríki
- Serkland
- Kiev
- Miklagard

Océano Atlántico
- Islas Feroe
- Groenlandia
- Helluland
- Islandia
- Markland
- Vinland